# Землетрус у Гераті (2023)
Два землетруси, обидва магнітудою 6,3, вразили провінцію Герат в Афганістані 7 жовтня 2023 року. Перший землетрус стався об 11:11 за місцевим часом, а через 31 хвилину — другий. Ці землетруси призвели до загибелі щонайменше 1,480 людей і ще 1,950 отримали поранення. Один поранений і незначні пошкодження також сталися в Ірані. Цей землетрус став найбільшим за кількістю жертв в Афганістані з 1998 року.

## Тектоніка
Афганістан розташований у широкій та складній зоні зіткнення Аравійської, Індостанської та Євразійської плит. Західна частина країни підрозділяється на Північноафганську платформу на півночі та серію зрослих террейнів на півдні. Північноафганська платформа залишалася відносно тектонічно стабільною з часів варійського орогенезу під час пізнього палеозою, коли вона стала частиною Євразії. На півдні є колаж з континентальних уламків і магматичних дуг, які поступово накопичувалися, особливо в мезозойській період. Межею між цими двома областями земної кори є головний правобічний розлом Гаріруд (або Герат), який є набагато менш сейсмічно активним, ніж розлом Чаман, що проходить через схід країни. На північ від розлому Гаріруд, майже паралельний Туркестанський розлом який має ознаки недавньої активності, також є правобічним.

## Землетрус
Перший землетрус, магнітудою 6,3, стався об 11:11 AFT (06:41 UTC). Афтершок магнітудою 5,5 стався через вісім хвилин. Ще один землетрус магнітудою 6,3 стався об 11:42 за місцевим часом (07:12 UTC), а потім ще один афтершок магнітудою 5,9. Обидві події та афтершок силою M w  5,9 мали модифіковану інтенсивність Меркаллі VIII (сильний).
Геологічна служба Сполучених Штатів заявила, що ці землетруси були результатом неглибокого насуву. Площина розлому вказує на джерело розриву, що простягається із сходу на захід з нахилом на північ або південь.

## Вплив
За словами представника Талібану, загинули 2053 особи. Товариство Афганського Червоного Півмісяця повідомило про щонайменше 500 смертей. Понад 9240 осіб отримали поранення.
Понад 1329 будинків були пошкоджені або зруйновані. Офіційний представник Національного управління з ліквідації наслідків стихійних лих сказав, що в кількох селах з населенням 1000 осіб кількість пошкоджених будинків може становити 300 і що лише 100 залишилися неушкодженими. Загалом було зруйновано 12 сіл поблизу епіцентру, у тому числі чотири в районі Зінда Ян. Телефонний зв'язок також був втрачений. За повідомленнями, під завалами опинилися цілі сім'ї, у тому числі деякі з 30 членів. Повідомлялося про обвалення будинків і постраждалих у сусідніх провінціях Бадгіс і Фарах. Повідомлялося про зсуви.
В Ірані одна людина в Торбат-е-Джам була поранена і незначні пошкодження будинків сталися в Тайбаді.

## Наслідки
Мешканці та власники крамниць евакуйовувалися з будівель під час землетрусу. Всесвітня організація охорони здоров'я направила 12 машин швидкої допомоги в район Зінда-Джан, щоб транспортувати постраждалих до лікарень.
Віце-прем'єр-міністр Талібану з економічних питань Абдул Гані Барадар висловив співчуття жертвам землетрусу. Таліби також виступили із закликом про допомогу.